# Tribunal du Reich

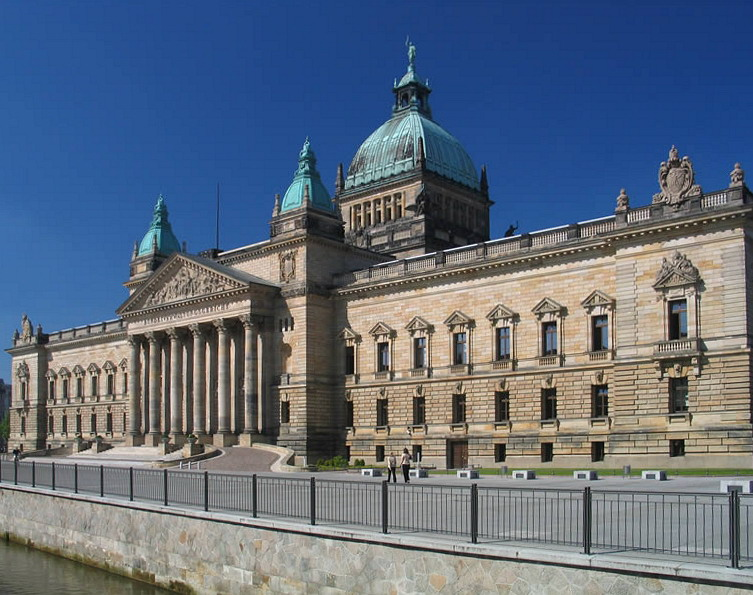
Immeuble à Leipzig ayant abrité les locaux du tribunal.

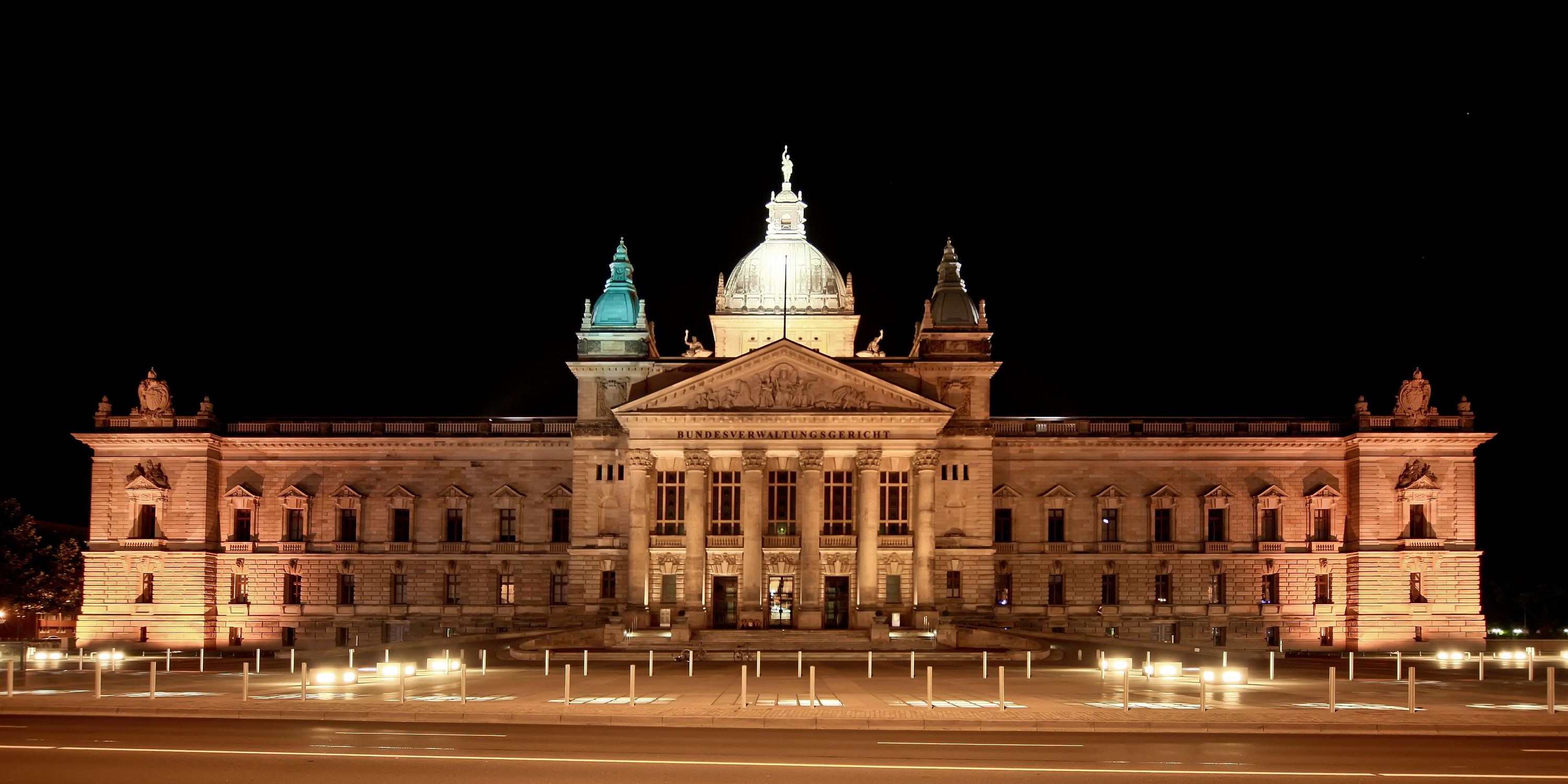
L'immeuble vu de nuit.

Le Tribunal du Reich, ou tribunal impérial de Leipzig  (nom original allemand : Reichsgericht) a été la plus haute instance juridique de l'Empire allemand. Il a été créé le 1er octobre 1879, quand le code de procédure pénale de l'empire allemand a été établi, créant une instance hautement considérée en jurisprudence.
Durant l'avènement du régime nazi, le tribunal impérial a été utilisé pour favoriser le programme nazi. Pendant et après la période du Troisième Reich, il a reçu des critiques sur son aisance, et sa bienveillance avec le système. Il permet aux programmes nazis d'avoir des justifications légales de la plus haute cour. Juste après la fin de la Seconde Guerre mondiale, le tribunal du Reich a été dissous, et il est transformé en tribunal suprême de la région économique unifiée (les zones d'occupations de la France, du Royaume-Uni, et des États-Unis), puis en 1950 en Cour fédérale de justice de la République fédérale d'Allemagne.
Situé à Leipzig, en Saxe, l'édifice du tribunal du Reich a été conçu par Ludwig Hoffmann et Peter Dybwad, et la construction s'est achevée en 1895. Le bâtiment est de style renaissance italienne, et contient deux grands patios, une coupole centrale et un grand portique à son entrée.
Après la réunification, l'édifice est devenu le siège du tribunal administratif fédéral.

## Présidence
| N° | Nom                                     | Début de présidence | Fin de présidence |
| -- | --------------------------------------- | ------------------- | ----------------- |
| 1  | Eduard von Simson (1810–1899)           | 1er octobre 1879    | 1er février 1891  |
| 2  | Otto von Oehlschläger (de) (1831–1904)  | 1er février 1891    | 1er novembre 1903 |
| 3  | Karl Gutbrod (de) (1844–1905)           | 1er novembre 1903   | 17 avril 1905     |
| 4  | Rudolf von Seckendorff (de) (1844–1932) | 18 juin 1905        | 1er janvier 1920  |
| 5  | Heinrich Delbrück (de) (1855–1922)      | 1er janvier 1920    | 3 juillet 1922    |
| 6  | Walter Simons (1861–1937)               | 16 octobre 1922     | 1er avril 1929    |
| 7  | Erwin Bumke (1874–1945)                 | 1er avril 1929      | 20 avril 1945     |

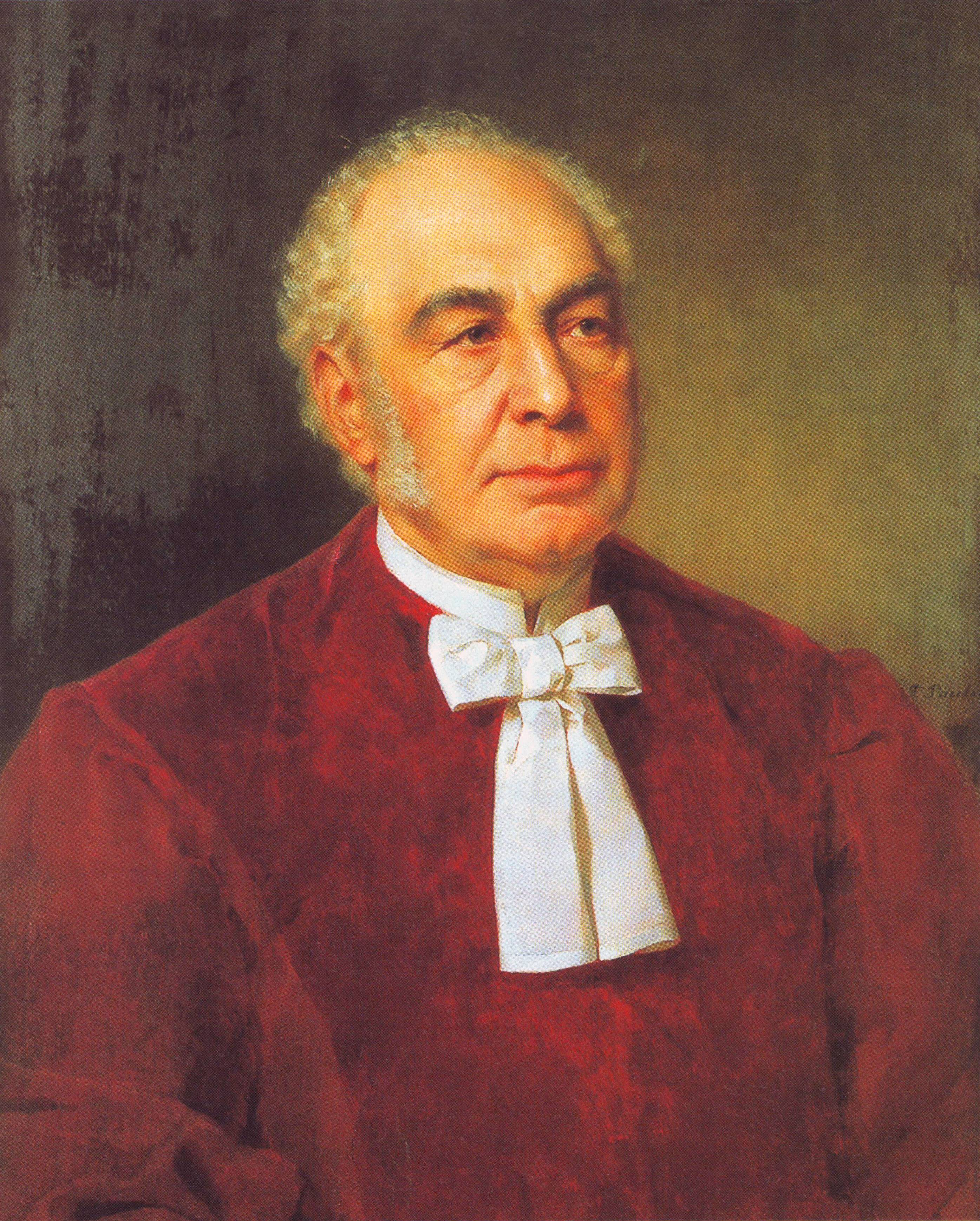
Eduard v. Simson.
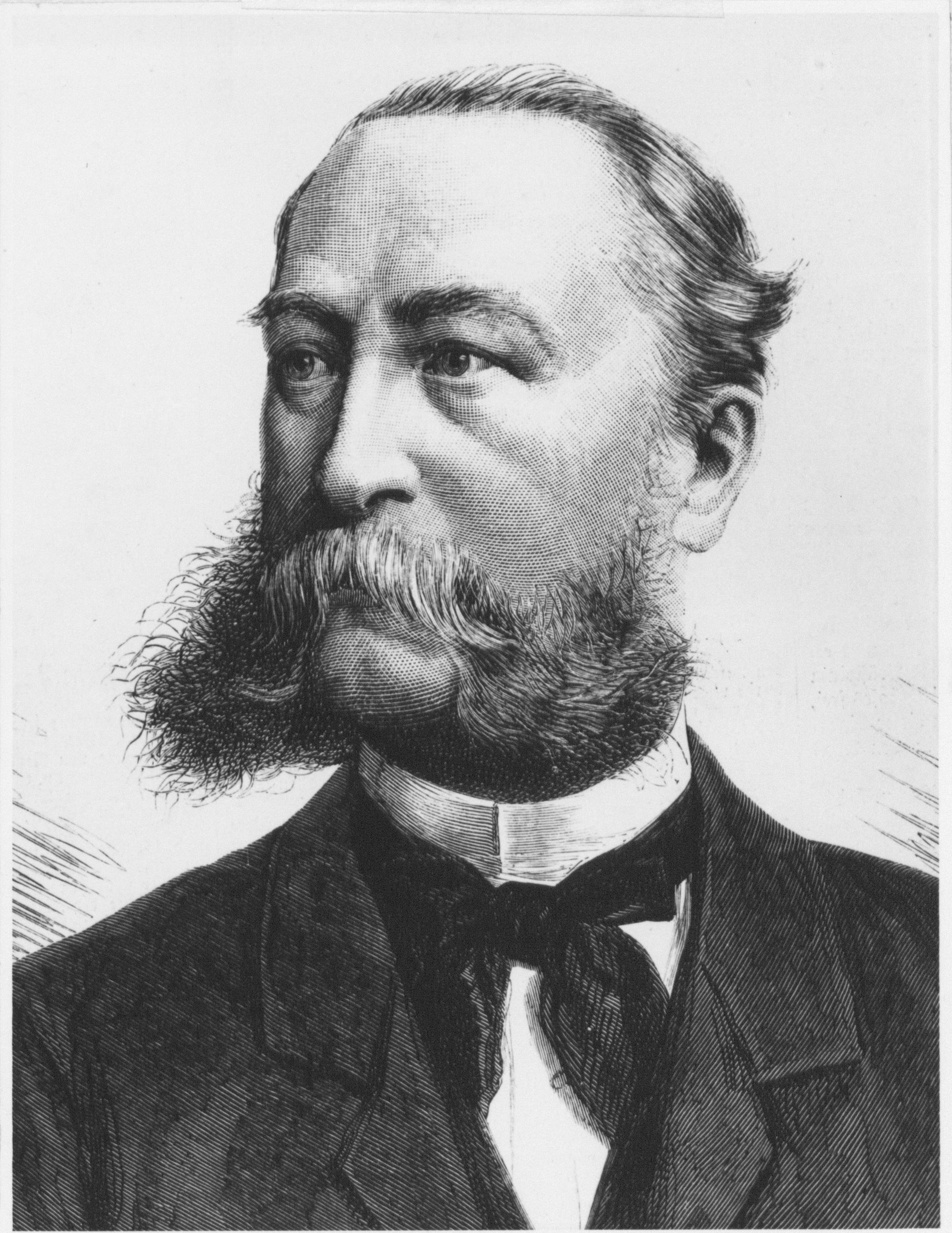
Otto v. Oehlschläger.
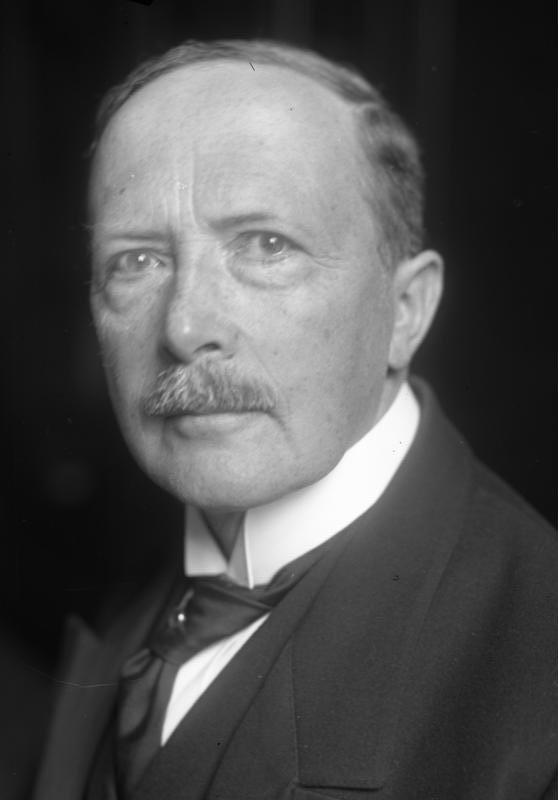
Walter Simons.